# Torneio de tênis de Cincinnati
O torneio de tênis de Cincinnati compreende os eventos profissionais de tênis que acontecem ou aconteceram em Cincinnati, nos Estados Unidos. No calendário de elite, é combinado masculino e feminino, durante a era aberta, entre 1970 e 1973, e a partir de 2012.
Atualmente, possui o nome comercial de Western & Southern Open e recebe os seguintes torneios:
- ATP de Cincinnati, torneio masculino organizado pela Associação de Tenistas Profissionais, na categoria ATP Masters 1000;
- WTA de Cincinnati, torneio feminino organizado pela Associação de Tênis Feminino, na categoria WTA 1000.